# Boj med Pustom in Postom
Boj med Pustom in Postom je slika olje na tabli, ki jo je Pieter Bruegel starejši naslikal leta 1559. Prikazuje ljudski praznik tega obdobja, kot so ga praznovali na južnem Nizozemskem. Predstavlja kontrast med dvema stranema sodobnega življenja, kar je razvidno iz videza gostilne na levi strani - za uživanje in cerkve na desni strani - za verski obred.
Množica v prizoru prikazuje lepo vzgojene otroke v bližini cerkve in prizor pitja piva v bližini gostilne. V središču je vodnjak, ki prikazuje združevanje različnih delov skupnosti, drugi prizori pa kažejo ribjo stojnico in dve konkurenčni povorki.

## Simbolika
Bitka med figurama Pusta in Posta je bila pomemben dogodek v življenju skupnosti v času severne renesanse, ki je predstavljala prehod med dvema različnima sezonskima kuhinjama: živino, ki je ni bilo treba prezimiti, so zaklali, meso pa je bilo v dobri oskrbi. Ko se je začelo postno obdobje, so se mesnice s svojo prisilno vzdržljivostjo in sočasnim duhovnim prečiščevanjem v pripravah na Veliko noč zaprle, mesarji pa so odpotovali na podeželje, da bi kupili živino za pomlad.
Brueglova slika je bogata z alegorijami in simbolikami, ki so bile dolgo preučevane. Pogosto jo beremo kot zmago Posta, saj se zdi, da se figura Pusta poslavlja z levo roko in z dvignjenimi očmi proti nebu. Bolj posplošen pomen je lahko ponazoritev Brueglovega prepričanja, da človeške dejavnosti motivirajo neumnost in samonasilje.

### Detajli
Slika nasprotuje splošni linearni pripovedi, in jo lahko razdelimo na dva dela: priljubljeno in religiozno. Prizor je postavljen na mestnem trgu (tradicionalna postavitev karnevala), figuro Pusta pa pooseblja debel moški, ki je vodil sprevod skozi mesto in vodil veliko pojedino. V nekaterih tradicijah so na koncu praznovanj zažgali podobo (figuro) Pusta.
Na Bruegelovi sliki je figura velik človek, ki jaha sod s pivom in ima kos svinjske krače pritrjen na sprednji strani. Kot pokrivalo nosi ogromno mesno pito; kot orožje za boj ima dolg raženj s prašičjo glavo. Torbica z noži za pasom kaže, da je mesar - ceh mesarjev je tradicionalno zagotavljal meso za pustni praznik, tako da je njegovo mesto v osrčju procesije primerno.
Moški za sodom je oblečen v rumeno, kar je povezano s prevaro, za njim pa je ženska figura, ki na glavi nosi mizo s kruhom in vaflji. V eni roki drži mešalnik, v drugi pa svečo, spet alegorične simbole za prevaro. Poleg nje je igralec lutnje, ki je bil pogost simbol luteranstva. Luterani so ukinili post, a še vedno praznovali Pust. Taverna, polna pivcev in opazovalcev, si ogleduje predstavo priljubljene burke, znane kot Umazana nevesta. Na križišču ulice skupina invalidov prosjači, medtem ko za njimi, ki jih vodi udar, hodi procesija gobavcev.
Na postni polovici slike prevladujeta abstinenca in pobožnost, ljudje črpajo vodo iz vodnjaka, dajejo miloščino revnim in bolnim ter hodijo v cerkev. Cerkev sama je prevladujoča stavba, iz katere se v molitvi pojavljajo vrste črnih figur. Gospa Post v ospredju, oblečena kot redovnica, sedi na vozičku, ki ga vlečeta menih in redovnica, in izgleda mršavo in vitko, njeni privrženci pa se hranijo s kruhom in piškoti. Voz gospe Post vsebuje tradicionalno postno hrano, preste, vaflje in školjke. Tik pred vhodom v cerkev je viden zastrt kip - v rimskokatoliških cerkvah je bilo običajno, da so ob postu pokrivali vsa umetniška dela vse do velikonočne nedelje, ko bodo izrezljane in poslikane figure svetnikov še enkrat razkrite, »vrnjene v življenje kot Odrešenik sam«. V Brueglovih časih, ko je protestantska reformacija naraščala, so bili ogroženi številni stari običaji. Protestantski reformatorji so rimskokatoliško navezanost na postne obrede močno kritizirali, duh karnevala pa je bil sumljivo gledan na obeh straneh verske ločnice.
V ozadju prevladujejo ljudje, ki delajo predvsem s hrano: ženske, ki pripravljajo postne ribe, moški, ki nosijo vino iz gostilne in ženska, ki pripravlja vaflje. Na zadnji strani slike se odvijajo druge veselice s kresom, plesnimi figurami in berači, razprostrtimi po celotnem prizorišču. Bruegel je to sliko ustvaril iz ptičje perspektive, kot da bi se želel izogniti polemiki tistega časa, vendar je imel navado, da je na sredino slike postavil simbolične podrobnosti; v tem primeru gre za poročen par s hrbtom proti gledalcu, ki ga vodi bedak z gorečo baklo. Številni kritiki so ta par prepoznali kot simbol za navadne množice.
Moški nosi pod oblačili čudno izboklino, ki daje vtis grbave ali skrite vreče. To je povezano z alegorično figuro egotizma, ki je bila običajno predstavljena kot vreča na hrbtu, kar pomeni, da izraža človekove lastne napake in slabosti. Pogosto se bere, kako množice povzročajo nestrpnost do drugače mislečih zaradi njihove nezmožnosti objektivnega mišljenja.
Glavna značilnost ženske je neosvetljena luč, ki visi za pasom. Vodi jo bedak in ne razum. Goreča bakla, ki jo nosi slednja, je prav tako simbolična za spor in uničenje. Poleg trojice prašič jé gomolj, ki tudi pomeni škodo in uničenje.

## Polemika
Leta 2015 so v Krakovskem narodnem muzeju odkrili dokumente, da naj bi sliko med nemško okupacijo Poljske zasegla Charlotte Wächter, žena krakovskega nacističnega guvernerja Otta Wächterja. V raziskovalnem prispevku, ki ga je napisala direktorica krakovskega muzeja Diana Blonska, v podporo temu navaja pismo takratnega direktorja muzeja Felisa Kopere leta 1946. V njem piše: »Muzej je utrpel velike, nepopravljive izgube zaradi žene guvernerke krakovskega distrikta, Frau Wächter, Dunajčanke, stare približno 35 let. Med pogrešanimi predmeti so bile slike, kot so: Breughlov Boj med Postom in Pustom«. Kopera v drugem pismu, ki ga je navedla Blonska, o kraji poroča vladnemu oddelku v povojni Poljski, pristojnemu za pripravo seznamov vojnih zločincev.
Vendar dunajski Umetnostnozgodovinski muzej vztraja, da je slika v lasti galerije že od 17. stoletja. Meni, da delo, ki ga je iz Krakova vzela Charlotte Wächter, ni ista slika.
Delo naj bi postalo predmet upravnega boja med uradniki v obeh mestih, da bi dokazali njegovo poreklo. Prepir prihaja med širšim prizadevanjem poljskih oblasti, da bi izsledile umetnine in dragocenosti, oropane med okupacijo. Meredith Hale, sodelavka za nizozemsko umetnost na Univerzi v Cambridgeu, je izjavila: »Nemogoče je preceniti pomen te slike. Če bi jo nezakonito odpeljali iz Krakova na Dunaj, bi bila to velika zgodba za svet umetnosti«.

## Zgodovinski kontekst
Slika je bila dokončana leta 1559 na vrhuncu protestantske reformacije, ki je verski, kulturni in politični izziv katoliški cerkvi in papeški oblasti. Bila je tudi vrh protireformacije, konflikta, ki je kasneje privedel do nizozemskega upora in osemdesetletne vojne.